# 守宮
守宮（Gecko）是小型的、主要是肉食性的蜥蜴，分佈廣泛，除南極洲外的每個大陸都有發現。 守宮屬於壁虎下目，分佈在世界各地溫暖的氣候中。 它們的範圍1.6至60（0.6至23.6英寸）。
守宮在蜥蜴中是獨一無二的，因為它們的發聲能力因物種而異。 壁虎科的大多數守宮在社交互動中都會發出鳴叫聲或咔噠聲。 大壁虎（Gekko gecko）以其響亮的交配叫聲而聞名，其他一些物種在受到驚嚇或受到威脅時能夠發出嘶嘶聲。 它們是物種最豐富的蜥蜴類群，全世界約有 1,500 種不同的物種。
所有守宮，除了瞼虎科的物種外，都沒有眼瞼。 相反，眼球的外表面有一層透明的膜，即“brille”。 它們的每個虹膜內都有一個固定的晶狀體，在黑暗中會放大以讓更多的光線進入。 由於無法眨眼，沒有眼瞼的物種在需要清除灰塵和污垢時通常會舔自己的眼睛，以保持清潔和濕潤。
與大多數蜥蜴不同，守宮通常是夜行性活動的 ，並且具有出色的夜視能力； 它們在弱光下的色覺比人眼敏感 350 倍。夜行性守宮是從晝行性物種進化而來的，它們的眼睛失去了視桿細胞。 因此，守宮的眼睛將其尺寸增大的視錐細胞修改為不同類型，包括單細胞和雙細胞。 保留了三種不同的感光色素，對紫外線、藍色和綠色敏感。 他們還使用多焦點光學系統，使他們能夠生成至少兩個不同深度的清晰圖像。雖然大多數守宮物種是夜間活動的，但有些物種是晝行性的並且在白天活躍，它們已經獨立進化了多次。
許多物種以其特製的腳趾墊而聞名，這使它們能夠抓住並爬上光滑垂直的表面，甚至輕鬆地跨越室內天花板。 守宮對於生活在世界溫暖地區的人們來說是眾所周知的，那裡有幾種守宮在人類居住地安家。 這些，例如蜥虎屬守宮（house gecko），成為室內動物園的一部分，並且經常受到歡迎，因為它們以害蟲為食； 包括飛蛾和蚊子。 和大多數蜥蜴一樣，守宮可能會在防禦時失去尾巴，這個過程稱為自殘； 捕食者可能會攻擊蠕動的尾巴，讓守宮逃脫。
最大的物種 Gigarcanum delcourti ，只能從一個可能是在 19 世紀收集於法國馬賽自然歷史博物館地下室的標本中得知。 這種壁虎長 600 公厘（24 英寸），很可能是新喀里多尼亞的特有種，生活在當地的原始森林中。 最小的壁虎 Jaragua sphaero 僅有 16 公厘（0.63 英寸）長，於 2001 年在伊斯帕尼奧拉島海岸的一個小島上被發現。

## 資料來源
1. ↑  . Reptile-Database.Reptarium.cz. The Reptile Database.   [2023-08-10]. （原始内容存档于2020-11-27）.
2. ↑  Badger, David. . St. Paul, MN: Voyageur Press. 2006: 47. ISBN 978-0760325797.
3. 1 2  Gamble, T.; Greenbaum, E.; Jackman, T.R.; Bauer, A.M. . Biological Journal of the Linnean Society. August 2015, 115 (4): 896–910. doi:10.1111/bij.12536 .
4. ↑  Roth, L.S.V.; Lundstrom, L.; Kelber, A.; Kroger, R.H.H.; Unsbo, P. . Journal of Vision. 1 March 2009, 9 (3): 27.1–11. PMID 19757966. doi:10.1167/9.3.27 .
5. ↑  Roth, Lina S. V.; Lundström, Linda; Kelber, Almut; Kröger, Ronald H. H.; Unsbo, Peter. . Journal of Vision. 1 March 2009, 9 (3): 27.1–11. PMID 19757966. doi:10.1167/9.3.27 .
6. ↑  . News.OneIndia.in. 8 May 2009  [2023-08-10]. （原始内容存档于2017-03-28）.
7. ↑  Mihai, Andrei. . www.ZMEScience.com. ZME Science. 9 September 2009  [2023-08-10]. （原始内容存档于2009-11-30）.
8. ↑  Heinicke, Matthew P.; Nielsen, Stuart V.; Bauer, Aaron M.; Kelly, Ryan; Geneva, Anthony J.; Daza, Juan D.; Keating, Shannon E.; Gamble, Tony. . Scientific Reports. 2023-06-19, 13 (1)  [2023-08-10]. ISSN 2045-2322. doi:10.1038/s41598-023-35210-8. （原始内容存档于2023-06-29） （英语）.
9. ↑  Piper, Ross. . Westport, Conn.: Greenwood Press. 2007: 143. ISBN 978-0313339226.